# HD 34989
HD 34989 är en ensam stjärna i den mellersta delen av stjärnbilden Orion. Den har en  skenbar magnitud av ca 5,80 och är svagt synlig för blotta ögat där ljusföroreningar ej förekommer. Baserat på parallax enligt Gaia Data Release 2 på ca 1,9 mas, beräknas den befinna sig på ett avstånd på ca 1 700 ljusår (ca 530 parsek) från solen. Den rör sig bort från solen med en heliocentrisk radialhastighet på ca 25 km/s.

## Egenskaper
HD 34989 är en blå till vit stjärna i huvudserien av spektralklass B1 V. Den har en massa som är ca 12 solmassor, en radie som är ca 6,6 solradier och har ca 1 500 gånger solens utstrålning av energi från dess fotosfär vid en effektiv temperatur av ca 24 800 K.

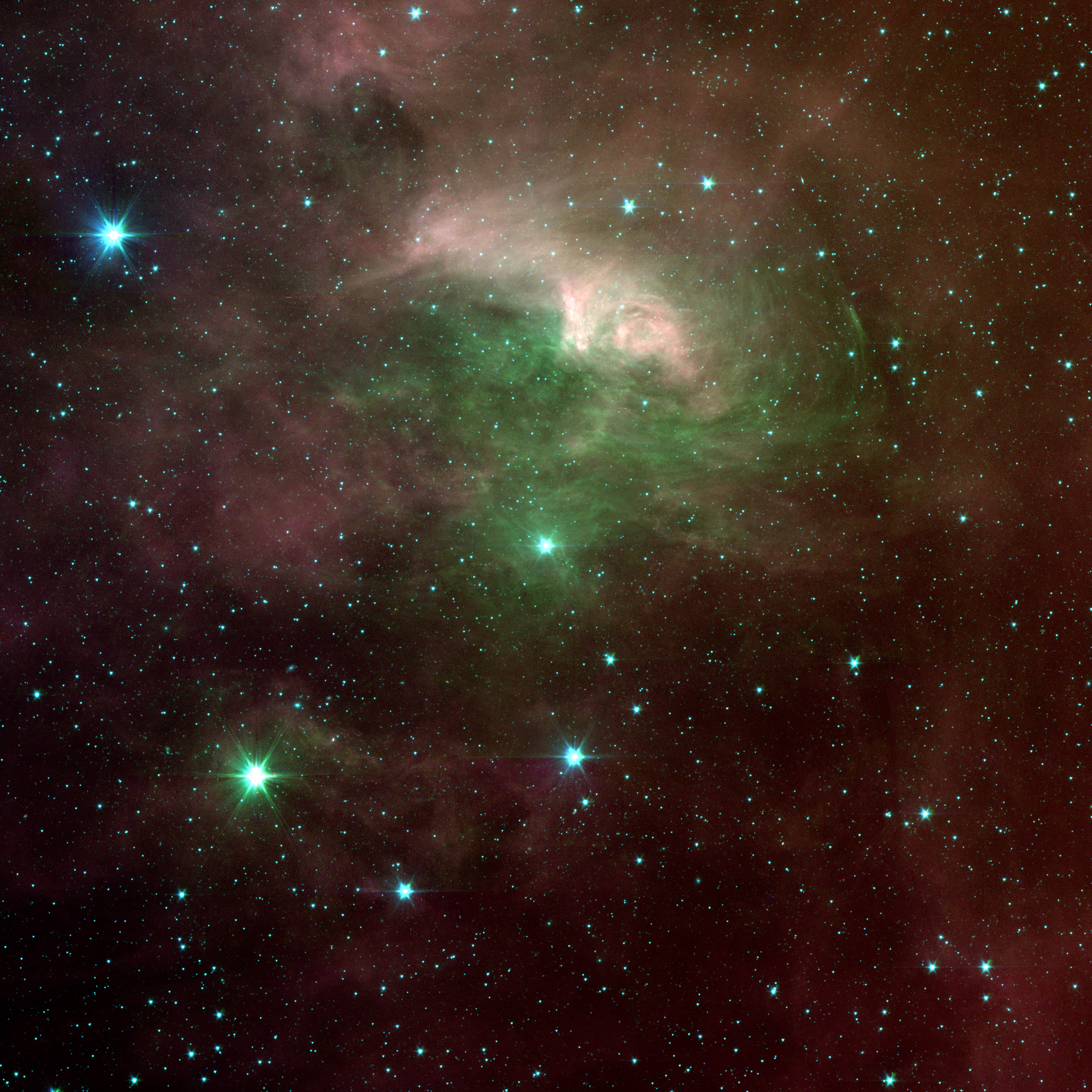
HD 34989 i mitten, visad vid infraröda våglängder med Spitzer Space Telescope.

HD 34989 verkar insvept i en omfattande nebulositet som delvis lyser genom reflektion och delvis genom emission. Reflektionsnebulosan är listad som GN 05.19.0 och H II-regionen kallas Sh2-263. HD 34989 är den joniserande källan till denna H II-region. I observationer med kolmonoxid motsvarar detta ett cirkulärt hål. Stjärnan har en storlek på cirka 0,118 ± 0,026 mas, baserat på SED-anpassning.